# Andrzej Schinzel
Andrzej Bobola Maria Schinzel (Sandomierz, 5 de abril de 1937-22 de agosto de 2021) fue un matemático polaco, que estudió principalmente teoría de números.

## Biografía
Schinzel recibió una maestría en 1958 en la Universidad de Varsovia, y el doctorado en 1960 por el Instituto de Matemáticas de la Academia Polaca de Ciencias, donde estudió con Wacław Sierpiński, con una habilitación en 1962. Posteriormente fue miembro de la Academia Polaca de Ciencias.
Schinzel fue profesor en el Instituto de Matemáticas de la Academia Polaca de Ciencias (IM PAN). Su principal interés fue la teoría de polinomios. Su conjetura de 1958 sobre los valores primos de los polinomios, conocida como hipótesis H de Schinzel, amplía la conjetura de Bunyakovsky (enlace roto disponible en Internet Archive; véase el historial, la primera versión y la última). y generaliza ampliamente la conjetura de los primos gemelos.
Fue autor de más de 200 artículos de investigación en varias ramas de la teoría de números, incluida la teoría de números elemental, analítica y algebraica. Fue editor de Acta Arithmetica durante más de cuatro décadas.